# Адамантантиол-1
Адамантантиол-1 — органическое вещество, принадлежащее к классу тиолов. Применяется в органическом синтезе для получения тиогликозидов, генерирования адамантильных радикалов и поиска новых соединений с биологической активностью.

## Получение
Адамантантиол-1 получают путём обработки 1-бромадамантана тиомочевиной в смеси бромоводородной и уксусной кислот. Получаемые кристаллы затем перемешивают с водным раствором гидроксида натрия, после чего подкисляют, что даёт целевой продукт.
Также его можно получать по реакции 1-нитроадамантана с сульфатом натрия и серой, по реакции адамантанола-1 с реагентом Лавессона и другими способами.
Адамантантиол-1 хранят в вне доступа воздуха и влаги, а также с ним обращаются в атмосфере инертного газа, поскольку он чувствителен к кислороду и гигроскопичен.

## Химические свойства
Адамантантиол-1 применён для получения сиалозидов — тиогликозидов сиаловой кислоты, а также использован в качестве агликоновой группы в направленном синтезе тиогликозидов. В этой роли он оказался устойчив к переносу от акцептора к донору, что позволило избежать конкурирующего образования побочного продукта.
Адамантантиол-1 используется как катализатор в радикальных процессах, где триэтилсилан применяется для восстановления тех или иных алкилгалогенидов, диалкилсульфидов и О-алкил-S-метилдитиокарбонатов. В отсутствие катализатора атом водорода от триэтилсилана к алкильными радикалам переносится очень медленно (стадия 2а), а в присутствии адамантантиола-1 реализуется быстрый двухстадийный перенос (стадии 2б и 3).
(1) Et3Si· + RHal → Et3SiHal + R·
(2а) R· + Et3SiH → RH + Et3Si· (медленно)
(2б) R· + AdSH → RH + AdS· (быстро)
(3) AdS· + Et3SiH → AdSH + Et3Si· (быстро)
Синтезированы анилины, замещённые в пара-положении адамантантиольной группой, как потенциальные гипобеталипопротеинемические агенты, а также получен ряд аминометильных производных по тиольной группе в качестве потенциальных противовирусных средств.